# Giovan Battista Raja
Giovan Battista Raja (Mazara del Vallo, 4 febbraio 1884 – 26 settembre 1957) è stato un avvocato e politico italiano.

## Biografia
Sindaco di Mazara del Vallo, venne eletto al Senato della Repubblica, nelle file della Partito Repubblicano Italiano, nella I Legislatura il 18 aprile del 1948. Fu sottosegretario di Stato al Lavoro e alla Previdenza Sociale nel Governo De Gasperi VII.